# 威勒·特耶

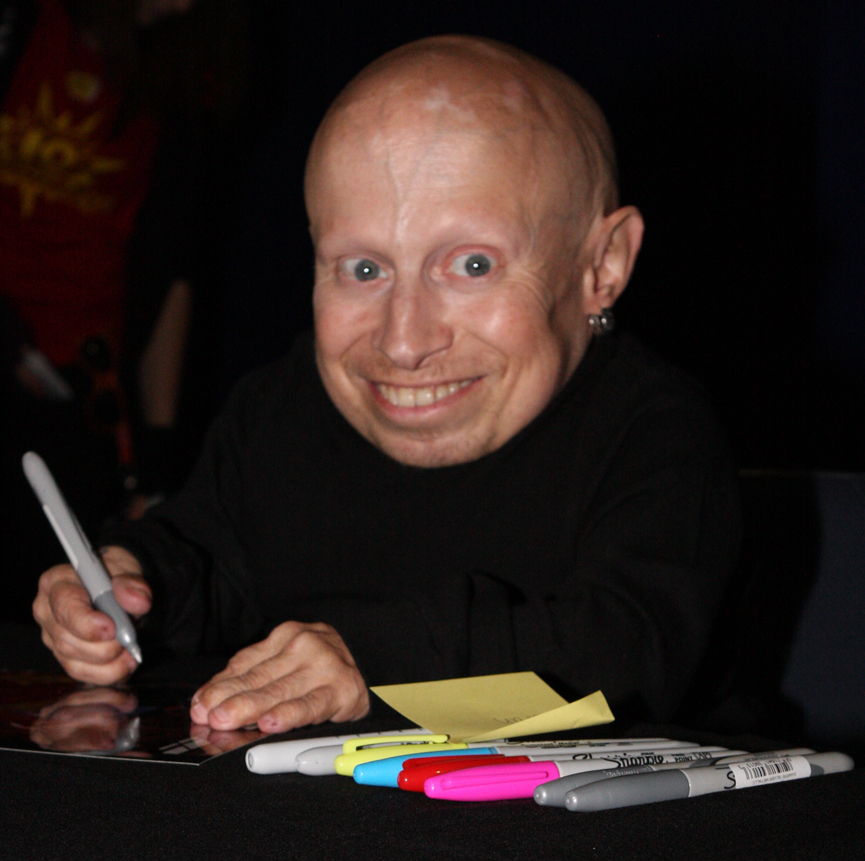
2012年的特耶辦公室

威勒·特耶（英語：Verne Troyer, 1969年1月1日—2018年4月21日）是一位美国男演员，特技表演演员和喜剧演员。

## 生平
1969年元旦出生于美国密歇根州，由于软骨毛发发育不全导致身长只有81厘米。使他成为世界上最矮小的男人之一。由特技表演演员入行进行电影界，曾经在《哈利波特：神秘的魔法石》中饰演古灵阁哥布林拉环。
2018年4月21日，特耶在洛杉磯因為酒量過度引發酒精中毒而去世，得年49歲。